# Sonata para violín n.º 6 (Beethoven)

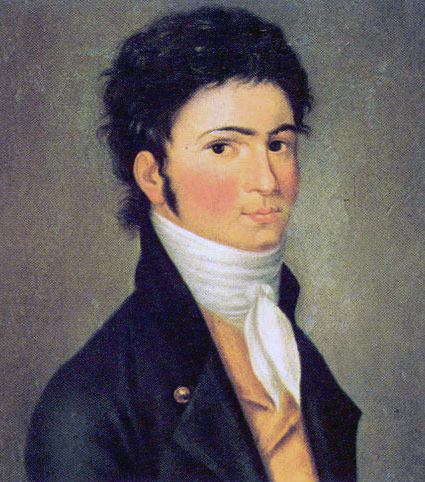
Beethoven en 1801, por Carl Riedel.

La sonata para violín y piano n.º 6 en la mayor, Op. 30 n.º 1 es una pieza camerística compuesta por Ludwig van Beethoven entre 1801 y 1802. La partitura está dedicada al zar Alejandro I de Rusia.

## Historia

### Composición
Las tres sonatas para violín y pianoforte que conforman el Opus 30 son las Sonatas n.º 6, n.º 7 y n.º 8. La composición del conjunto se desarrolló durante la primera mitad de 1802, completando la mayor parte entre marzo y mayo tras mudarse a Heiligenstadt en un intento de mejorar su audición. Ese fue un año muy positivo para Beethoven tanto desde el punto de vista privado como profesional. En 1801 el príncipe Carl von Lichnowsky le había garantizado una renta vitalicia de 600 florines. Sobre esto comenta a su amigo Franz Gerhard Wegeler de Bonn en una carta de 29 de junio de 1801 lo siguiente:

«Mis composiciones se venden bien y puedo decir que tengo más pedidos de los que puedo atender. Hay de seis a siete editores para cada pieza y podría haber más si yo quisiera. Yo pido y ellos pagan, una situación muy agradable.»

A pesar del éxito, Beethoven estaba a punto de enfrentarse a la catástrofe de su vida: su pérdida de audición. En la misma carta se dirige a su amigo y médico Wegeler, confesándole que su estado se ha ido deteriorando durante tres años. Un silbido continuo en los oídos le hacía evitar el contacto humano, ya que no podía contar a la gente que era sordo. Si su ocupación fuera otra su pérdida de audición podría ser aceptable, pero como músico era devastadora. Para que Wegeler se hiciera una idea de su estado, describió cómo se sentaba en el teatro lo más cerca posible de la orquesta, para poder entender a los actores. Cuando se sentaba más lejos no podía oír las notas agudas de los instrumentos. También tenía dificultades para seguir una conversación, ya que no podía oír las palabras pronunciadas en voz baja. Pero algunas personas no se daban cuenta de su incapacidad para participar en la conversación. Por aquel entonces odiaba que la gente gritara. No tenía ni idea de cómo continuaría con su vida. Cuando el compositor escribió esta carta en el verano de 1801, aún albergaba esperanzas.

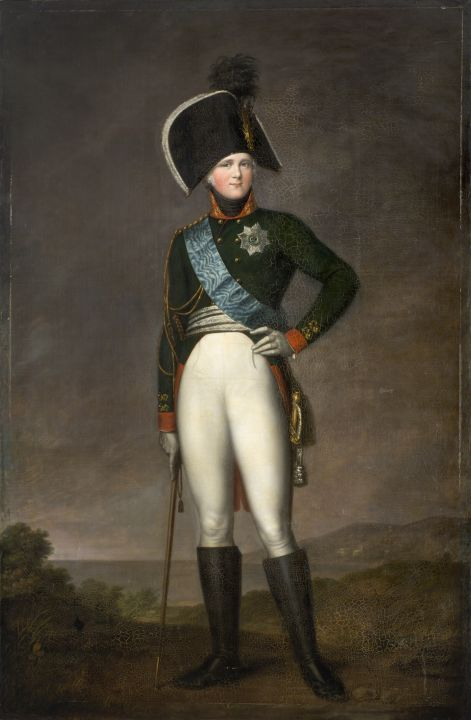
Alejandro I de Rusia, dedicatario de las piezas.

Además de estas piezas, compuso numerosas obras en los años siguientes: las tres sonatas para piano Op. 31, las variaciones para piano Op. 34 y Op. 35, así como la Sinfonía n.º 2 y el Concierto para piano n.º 3. Estaba muy ocupado y componía música llena de vida, esperanza y alegría, pero su salud empeoraba sin cesar. En octubre de 1802 sufrió un colapso mental. En octubre de 1802, sólo cuatro meses después de acabar el Op. 30, Beethoven escribió lo que hoy se conoce como el "Testamento de Heiligenstadt", su última voluntad para sus hermanos Kaspar Karl y Johann admitiendo que se está quedando sordo. Es una emotiva expresión de su estado de ánimo, en la que se defiende de las acusaciones de misantropía, explica su enfermedad y su sordera y pone en orden sus asuntos.

### Publicación
La primera publicación de las piezas fue llevada a cabo por la editorial Bureau des Arts et d'Industrie en mayo de 1803 en Viena. El hermano de Beethoven, Kaspar Karl, que gestionó los asuntos del compositor durante un tiempo, ofreció en una carta del 22 de abril de 1802 dirigida a los editores Breitkopf & Härtel de Leipzig las tres sonatas del Op. 30 de la siguiente manera: "Actualmente tenemos tres Sonatas para piano y violín, que le enviaremos si así lo desean". Probablemente ya estaban terminadas. Sin embargo, la editorial de Leipzig no mostró interés alguno, por lo que las sonatas fueron publicadas por el Bureau des Arts et d'Industrie vienés.
La dedicatoria de las tres piezas es para el joven zar Alejandro I de Rusia, cuyo punto de vista aparentemente ilustrado era objeto de admiración por parte del compositor. Esta dedicatoria parece haber pasado desapercibida. Las pruebas que sugieren el regalo de un anillo de diamantes son poco fiables, aunque Alejandro fue más tarde uno de los diez suscriptores de la Missa Solemnis. Es posible que el compositor recibiera una suma de dinero por las sonatas en 1814, después de regalar a la esposa del zar la Polonesa, Op. 89.

## Estructura y análisis
La sonata consta de cuatro movimientos:
- I. Allegro, en la mayor 3
4
- II. Adagio molto espressivo, en re mayor 2
4
- III. Allegretto con variazioni, en la mayor 2
2

La interpretación de esta obra dura aproximadamente 22 minutos. Posiblemente debido a que no presenta la fuerza dramática de sus hermanas, la sonata en la mayor es la menos interpretada del conjunto Op. 30.

### I.Allegro
El primer movimiento, Allegro, está escrito en la tonalidad de la mayor, en compás de 3/4 y sigue la forma sonata. Se abre con un motivo de corcheas que, al igual que en los compases iniciales de la Sonata Primavera. cohesiona elementos dispares del movimiento y reaparece en la transición, el cierre, el desarrollo, la recapitulación y la coda. Dicho motivo es además estructuralmente productivo por derecho propio. La predilección de Beethoven por la variación y el desarrollo son evidentes desde la apertura, donde la repetición del primer tema líquido dura cuatro compases más que el original. De manera casi inmediata, el compositor se aleja de la tónica y alcanza la dominante, mi mayor, tras sólo otros 16 compases. El resto de la exposición discurre alejada de la tónica. Una sensación de relajación impregna el resto del movimiento cuando empieza el desarrollo con la tónica pasando a la subdominante, re mayor, y realiza una serena transición hacia una recapitulación que llega sin fanfarria. El predominio del pedal de la natural en la coda equilibra el poco tiempo dedicado a la tónica en la exposición.

### II.Adagio molto espressivo
El segundo movimiento, Adagio molto espressivo, está en re mayor, en compás de 2/4 y adopta una forma rondó siguiendo el patrón ABACA y coda. El movimiento central es cautivador y lírico. El tema principal o estribillo del rondó reaparece en tres ocasiones, intercalado con dos episodios cada uno de los cuales aparece una sola vez y todo ello seguido de una hechizante coda. El primer episodio B está en la tonalidad relativa menor y es una extensión del tema propiamente dicho. Beethoven establece la conmovedora sección C en si bemol mayor, que despliega un poder patético al estar un semitono por encima de la dominante, la mayor. Al final de la sección C el compositor saca el máximo partido de esta relación: al bajar un semitono desde si bemol y subir otro semitono desde sol sostenido (un intervalo llamado sexta aumentada), regresa al instante a la tónica. Este tipo de modulación era uno de los recursos más eficaces de que disponían los compositores del periodo clásico. Para Max Rostal esta pieza figura "entre las cosas más bellas y conmovedoras que se han expresado en música (...) el final del movimiento iguala al Beethoven maduro en su éxtasis".

### III.Allegretto con variazioni
El tercer y último movimiento, Allegretto con variazioni, retoma la tonalidad inicial, el ritmo es alla breve y responde a la estructura de tema con variaciones. Se trata de un tema original y seis variaciones. El Finale publicado de la Sonata n.º 9 en la mayor, Op. 47 "Kreutzer", estaba destinado originalmente a la Sonata n.º 6 en la mayor, Op. 30 n.º 1. Si bien, para el Finale de la Op. 30 nº 1 Beethoven eligió la forma de variación, algo inusual en este punto de su carrera. El principio en forma de arpegio ascendente del tema es también un rasgo destacado del primer tema del Allegro y del tema A del Adagio.